# Carabus lusitanicus egesippei
Carabus lusitanicus egesippei é uma subespécie de insetos coleópteros pertencente à família Carabidae.
A autoridade científica da subespécie é LaFerte-Senectere, tendo sido descrita no ano de 1847.
Trata-se de uma subespécie presente no território português.